# كبلر-62c
كيبلر 62 سي (بالإنجليزية: Kepler-62c)‏ الذي يرمز له بالرمز KOI-701.05، هو كوكب خارج المجموعة الشمسية، في كوكبة القيثارة، يتبع Kepler-62.

## الاكتشاف
اكتشف في 18 أبريل 2013.